# Tjeerd Halbes
Pour les articles homonymes, voir Tjeerd.
Tjeerd Halbes, né le 8 décembre 1748 à Bakkeveen et mort le 1er août 1800 à Lemmer, est un homme politique néerlandais.

## Biographie
Halbes est un propriétaire foncier de la province de Frise lorsqu'éclate la Révolution batave de 1795. Il entre à l'assemblée provisoire de la Frise puis est élu député de Balk à la première assemblée nationale batave en mars 1796.